# 1 E14 s
Za primerjavo različnih redov velikosti za različna časovna obdobja je na tej strani nekaj dogodkov, ki so trajajo ali so trajali med 1014 in 1015 sekundami (3,2 milijonov in 32 milijonov let).
- krajši časi
- 3,74 milijonov let -- razpolovna doba mangana-53
- 4 milijoni let -- ocenjena povprečna življenjska doba bioloških vrst
- 4 milijoni let -- čas od začetka zadnje ledene dobe
- 4,2 milijona let -- razpolovna doba tehnecija-98
- 5 milijonov let -- čas od začetka pliocena
- 5 milijonov let -- čas od konca miocena
- 6,5 milijona let -- razpolovna doba paladija-107
- 15,6 milijona let -- razpolovna doba kirija-247
- 20 milijonov let -- čas od pojavitve prvih oblik trav
- 23,42 milijona let -- razpolovna doba urana-236
- 24 milijonov let -- čas od začetka miocena
- 24 milijonov let -- čas od konca oligocena
- daljši časi